# Sinfonía Op. 21 (Webern)
La Sinfonía Opus 21 compuesta por Anton Webern, fue escrita en un lenguaje dodecafónico entre 1927-8 y dedicada a su hija Christine. Fue estrenada el 18 de diciembre de 1929 en el Ayuntamiento de Nueva York por la Orquesta de la Liga de Compositores dirigida por Alexander Smallens. Al año siguiente fue interpretada por primera vez en Europa, en Viena, dirigida por el propio Webern.

## Características generales
Es una obra para orquesta de cámara está hecha con base en la técnica dodecafónica creada por Arnold Schönberg, maestro de Webern. Es de estructura simétrica (forma sonata) y textura contrapuntista (doble canon inverso por movimiento contrario), sellos distintivos del periodo compositivo maduro de Webern. Esta sinfonía es quizás la más notable por su uso de simetría, que en algunos círculos ha provocado acusaciones contra Webern de cierta pedantería excesiva. El tiempo promedio de su interpretación son 10 minutos.

## Instrumentación
Es una composición para orquesta de cámara conformada por: 

### Una sección de vientos
- clarinete (klarinette en alemán, idioma en el cual están la mayoría de las ediciones de la obra)
- clarinete bajo (bassklarinette)
- 2 cornos o trompas (hörner)

### Cuerdas
- arpa (harfe)

- 2 violines (geigen)
- viola (bratschen)
- chelo (violoncelle)

## Movimientos
Posee dos movimientos:  
- I. Ruhig schereitend

- II. Variationen

### Primer movimiento
Posee forma sonata con un doble canon inverso (tanto rítmico como tímbrico) para 4 voces.

### Segundo movimiento
Consta de un tema con siete variaciones y una coda.

## Serie principal
Utiliza la siguiente serie como raíz de la matriz:

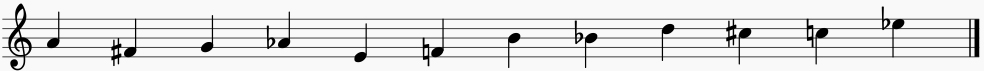
Serie Original 1 (o P0 en la nomenclatura tradicional de series dodecafónicas)

Esta serie es del tipo simétrica implicando entonces que entre el sonido 6 y 7 (el fa y el si) hay una distancia de tritono y allí se encuentra el eje de simetría de la serie. Así también habrá tritonos entre los sonidos 5 y 8, 4 y 9, 3 y 10, 2 y 11, y por último 1 y 12: 

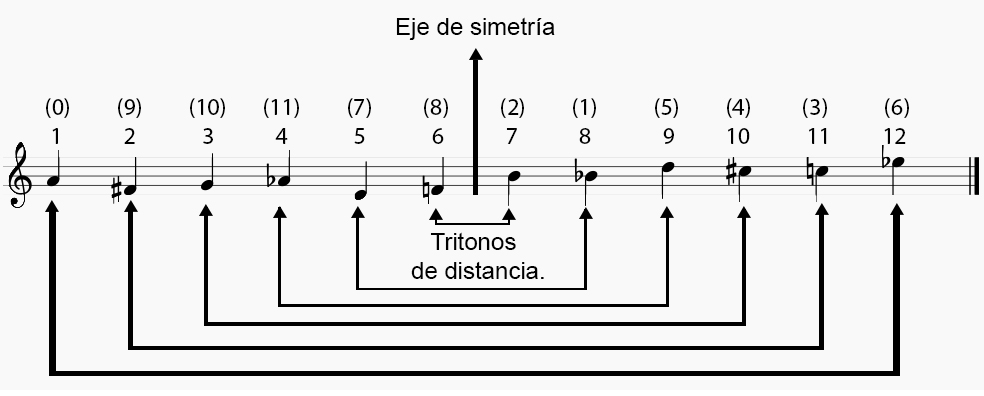
Los números entre paréntesis corresponden a la numeración tradicional de series dodecafónicas y los que están debajo corresponden a la numeración alternativa.

## Matriz de la serie
El hecho de que esta serie Original 1 sea simétrica solo dará lugar a 24 series diferentes en la matriz, en vez de las 48 series que resultan de las series "normales", es decir, aquellas que no son simétricas.

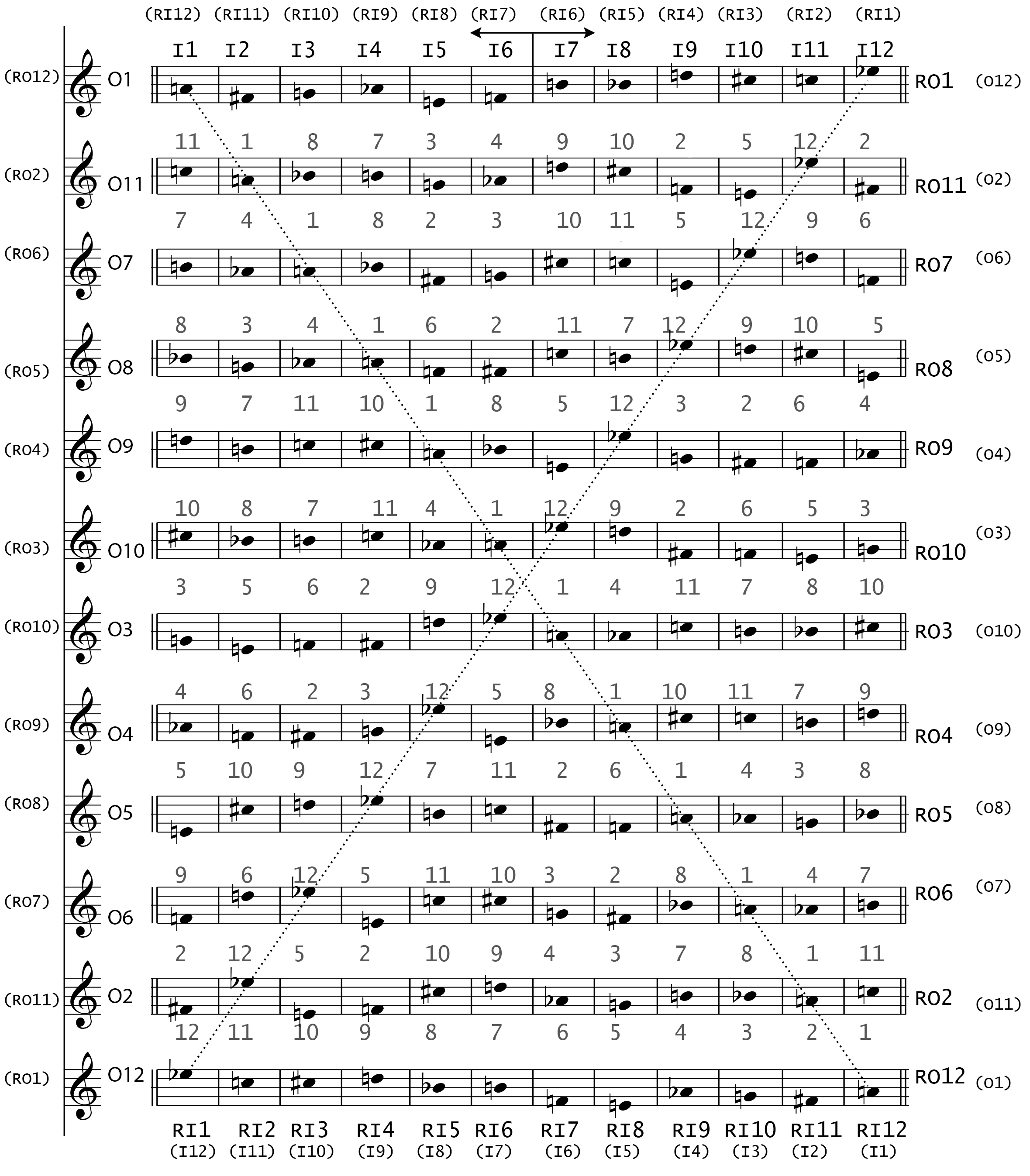
Matriz con las series, utilizando la numeración no tradicional para los doce sonidos. Entre paréntesis aparecen las series equivalentes.

## Sobre las series en general
En esta composición se producen algunas concatenaciones seriales, es decir que el final de una serie es el principio de otra. Las concatenaciones de series que se dan son de dos notas. En otra composición de Webern, el segundo movimiento de su cuarteto de cuerdas Op. 28, se dan concatenaciones de cuatro notas.